# Sainte-Marie (Hautes-Alpes)
Pour les articles homonymes, voir Sainte-Marie.
Sainte-Marie est une commune déléguée de Valdoule et une ancienne commune française située dans le département des Hautes-Alpes, en région Provence-Alpes-Côte d'Azur.

## Géographie
La rivière Oule arrose la commune.

## Économie
Entreprise locale : coopérative fruitière Archette-fruit située aux abords d'un torrent. Cette coopérative rend les emballages.

## Toponymie
Le nom de la localité est attesté sous sa forme latine Sancta Maria en 1242 et en 1296 dans les annales du Dauphiné. 
Le cartulaire de Saint Benier nous confirme l'existence en 1352 d'une source et petit oratoire attenant consacrés  à Sainte Marie. Le texte latin spécifie que les eaux étaient censées protéger les femmes et leur assurer un accouchement paisible et sans douleurs. 
Santa Maria de Rosans en occitan.

## Politique et administration

### Liste des maires
| Période                                  | Période  | Identité            | Étiquette | Qualité                        |
| ---------------------------------------- | -------- | ------------------- | --------- | ------------------------------ |
| Les données manquantes sont à compléter. |          |                     |           |                                |
| mars 2001                                | En cours | Jean-Louis Correard | DVG       | Agriculteur retraité, chasseur |

### Intercommunalité
Sainte-Marie fait partie :
- de 1995 à 2017, de la communauté de communes de la Vallée de l'Oule ;
- à partir du 1er janvier 2017, de la communauté de communes Sisteronais-Buëch.

## Démographie
L'évolution du nombre d'habitants est connue à travers les recensements de la population effectués dans la commune depuis 1793. À partir du 1er janvier 2009, les populations légales des communes sont publiées annuellement dans le cadre d'un recensement qui repose désormais sur une collecte d'information annuelle, concernant successivement tous les territoires communaux au cours d'une période de cinq ans. 
Pour les communes de moins de 10 000 habitants, une enquête de recensement portant sur toute la population est réalisée tous les cinq ans, les populations légales des années intermédiaires étant quant à elles estimées par interpolation ou extrapolation. Pour la commune, le premier recensement exhaustif entrant dans le cadre du nouveau dispositif a été réalisé en 2004,.
En 2015, la commune comptait 40 habitants, en évolution de −4,76 % par rapport à 2010 (Hautes-Alpes : +2,98 %, France hors Mayotte : +2,49 %).
| 1793 | 1800 | 1806 | 1821 | 1831 | 1836 | 1841 | 1846 | 1851 |
| ---- | ---- | ---- | ---- | ---- | ---- | ---- | ---- | ---- |
| 170  | 170  | 159  | 141  | 159  | 167  | 179  | 174  | 168  |

| 1856 | 1861 | 1866 | 1872 | 1876 | 1881 | 1886 | 1891 | 1896 |
| ---- | ---- | ---- | ---- | ---- | ---- | ---- | ---- | ---- |
| 158  | 135  | 159  | 152  | 148  | 126  | 137  | 130  | 148  |

| 1901 | 1906 | 1911 | 1921 | 1926 | 1931 | 1936 | 1946 | 1954 |
| ---- | ---- | ---- | ---- | ---- | ---- | ---- | ---- | ---- |
| 115  | 117  | 119  | 112  | 99   | 95   | 88   | 87   | 84   |

| 1962 | 1968 | 1975 | 1982 | 1990 | 1999 | 2004 | 2009 | 2015 |
| ---- | ---- | ---- | ---- | ---- | ---- | ---- | ---- | ---- |
| 84   | 68   | 60   | 52   | 42   | 48   | 41   | 42   | 40   |